# Weber Kristóf
Weber Kristóf János (Pécs, 1959. augusztus 11. –) (külföldön Kristof J. Weber) magyar zeneszerző, muzikográfus.

## Élete
1973–77 között középfokú hangszeres (nagybőgő) tanulmányokat folytatott a Pécsi Művészeti Szakközépiskolában, 1978–80 között Hergenrőder Miklós pécsi kanonok-zeneszerzőtől tanult partitúraolvasást és ellenpontot. Közben a pécsi és a kaposvári színházakban volt kisegítő énekes. 1979-től Budapesten intézményen kívül, önképzéssel tanult zeneszerzést Csapó Gyula (zeneszerző) felügyelete mellett. 1984-ben vendéghallgató volt Darmstadtban. 1985-től Vidovszky László asszisztense, mesterének őt tartja.
1984-től rendszeresen jelennek meg zenei tárgyú írásai a Dunántúli Naplóban, a Magyar Ifjúságban és a Jelenkorban. 1988-ban Witold Lutosławski kurzusát látogatta a lengyelországi Wrocławban. Kapcsolatot tartott a budapesti zenei undergrounddal: rövid ideig az A. E. Bizottság együttes vendégzenésze és megzenésítette Šwierkiewicz Róbert (képzőművész) és a Xertox csoport dolgos meditációit (performanszait). Rendszeresen járt az Új Zenei Stúdió és a 180-as Csoport bemutatóira. Utóbbi mutatta be Gyászzene Güth János emlékére című művét. Számtalan hazai és külföldi kortárs mű bemutatásában működött közre zeneszerzőként, szerkesztőként és előadóként is.
1988-ban visszaköltözött szülővárosába. 1993-ban megnősült: felesége Weber Katalin nyelvész. Két gyermekük született: Anna Margaréta (1998) és János Theodor (2003). Az 1990-es évektől alkalmazott zenével foglalkozik, több mint száz kísérőzenét komponált rövidfilmekhez és színdarabokhoz. Elsősorban a pécsi, a debreceni és a kecskeméti színházak állandó zeneszerzője, de zenésített színdarabot Budapesten, Szegeden, Nyíregyházán, Békéscsabán és Kaposváron is. Műveit bemutatták Bulgáriában, Horvátországban, Németországban, Romániában,Szlovákiában, Szlovéniában, Törökországban és az USA-ban is. 2009 óta együttműködik a lipcsei Privatelektro Endliche Automaten zenekarával. 2014-től a Pécsi Tudományegyetem Művészeti Karán számítógépes kottaszerkesztést oktat.

## Művészete
Zeneszerzői munkásságára jellemző Erik Satie és John Cage, valamint az amerikai minimalizmus hatása. Két évtizede kísérletezik dupla faktúrájú (szinkronitikus) művek komponálásával, ahol nemcsak két faktúra szólal meg egyszerre, hanem két különböző (bitonális) hangnem és ritmus is. Egy-egy zeneművében különböző hangrendszereket szembesít: funkciós tonalitást véletlen műveletekkel, akusztikus hangszereket elektronikussal, dodekafóniát modális hangsorokkal. Túlnyómórészt magyar nyelvű vokális műveket ír: megzenésítette többek között Borbély Szilárd, Csordás Gábor, Falcsik Mari valamint Zalán Tibor verseit. Hangszeres művei elsősorban hangszerszólók, de számos kamaraművet is jegyez.

## Fontosabb művei

### Zenei alkotások
- 1977 – Stabat Mater –vegyeskar
- 1983 – Rousseau park rezervátum – énekbeszéd, orgona (Csordás Gábor versére)
- 1989 – Gyászzene Güth János emlékére – kamarazenekar
- 1990 – Miserere – vegyeskar
- 1994 – Kaiserschnitt – mágnessel preparált zongora
- 1995 – Decens darabok – zongora
- 1996 – Decrescendo – kamarazenekar
- 1998 – Vasárnapi énekek – vegyeskar
- 1999 – Fuvolára, zongorára is–fuvola, zongora
- 2000 – Négyötöd ötnegyedben – vegyeskar
- 2001 – Papírdalok – alt, zongora ( Borbély Szilárd verseire)
- 2002 – Az ólomkatona története – meseopera (szöveg: Borbély Szilárd, Andersen nyomán)
- 2003 – Abendlied der Margarethe– mezzo, szimfonikus zenekar (szöveg: J. W. Goethe)
- 2003 – 4 Canzoni – hegedű
- 2003 – Álmatlanság–pergődob
- 2005 – Egyszerű mise – vegyeskar, harmónium
- 2006 – Showkirálynő – énekes szólisták, zongora, gitár (Zalán Tibor színművéhez)
- 2007 – Bambuszrügyek– zongora
- 2008 – Haláldalok– szoprán szóló (szöveg: Hélinant de Froimont, fordította Csorba Győző)
- 2009 – Rézfúvóstriók – trombita, harsona, tuba
- 2009 – Die Bachstelze – cselló
- 2009 – Éneklő állatkert – gyermekkar
- 2010 – Missa in memoriam Francisco Liszt – tenor, 2 hegedő cselló, harmónium
- 2010 – Igyunk itt – cimbalom
- 2010 – Halotti búcsúztató – szoprán, alt énekesekre, harsonára (szöveg: Borbély Szilárd)
- 2011 – Oktett– alt, és 7 hangszer (szöveg Borbély Szilárd)
- 2011 – Nincs ott aki –mezzo, angolkürt, zongora (szöveg: Borbély Szilárd)
- 2011 – Volt egy hely–női kar, ütősök (szöveg: Falcsik Mari)
- 2012 – Diaulia – két blockflöte

### Könyvei
- 1997 – Vidovszky László–Weber Kristóf: Beszélgetések a zenéről; Jelenkor, Pécs, 1997 ISBN 9636760861
- 2005 – Alkalmazott zene; PTE Művészeti Kar, Pécs, 2005 (A PTE Művészeti Karának kiadványai) ISBN 9636420467
- 2023 – "Keringő"; PRAE, Budapest, 2023 ISBN 9786156675071

## Diszkográfia
- 1994 – Short Day's Music–Dió Stúdió, Budapest
- 1996 – Decrescendo–Dió Stúdió, Budapest
- 1997 – Rythms of the Future Unknown–Dió Stúdió, Budapest
- 2011 – Edd meg a fényt – (feLugossy Lászlóval), szerzői kiadás

## Érdekességek
- Borbély Szilárd költeménye a zeneszerzőről
- Weber Kristóf regénykezdeménye a Litera.hu-n